# Чемпионат СССР по футболу 1987 (вторая лига, 6 зона)
В чемпионате СССР среди команд мастеров второй лиги 1987 года, принимали участие 161 коллективов, разделённых на девять территориальных зон.
Команды с Украины выступали в 6 зоне. В рамках первенства определялся чемпион Украинской ССР, которым по итогам чемпионата стала симферопольская «Таврия». В сезоне продолжало действовать правило регламента для команд второй лиги, согласно которому, в каждом коллективе, в игре на своём поле, должен присутствовать минимум один игрок не старше 18 лет. Замена этого футболиста по ходу поединка могла производится только на игрока того же возраста. Исключение делалось только в случае если футболист до 18 лет вызывался в сборную СССР.

## Итоги первенства
В этом сезоне было решено вернуться к традиционной формуле проведения чемпионата, при которой все команды встречались между собой в двухкруговом турнире. Первенство прошло с 15 марта по 22 октября. Всего было сыграно 702 матча и забито 1661 гол (в среднем 2,36 за игру). Обладателем приза «Рубиновый кубок», вручаемого газетой «Молодь України» самой результативной команде первенства, стала «Таврия», с рекордным показателем в 125 забитых голов.

## Турнирная таблица
| Место | Команда                       | В  | Н  | П  | Голы   | О  |
| ----- | ----------------------------- | -- | -- | -- | ------ | -- |
| 1     | Таврия (Симферополь)          | 34 | 12 | 6  | 125—48 | 80 |
| 2     | Нива (Тернополь)              | 28 | 16 | 8  | 85—38  | 72 |
| 3     | Прикарпатье (Ивано-Франковск) | 29 | 10 | 13 | 69—41  | 68 |
| 4     | Буковина (Черновцы)           | 27 | 13 | 12 | 81—46  | 67 |
| 5     | СКА (Одесса)                  | 25 | 14 | 13 | 64—45  | 64 |
| 6     | Нефтяник (Ахтырка)            | 24 | 15 | 13 | 72—48  | 63 |
| 7     | Подолье (Хмельницкий)         | 23 | 17 | 12 | 67—49  | 63 |
| 8     | Океан (Керчь)                 | 26 | 9  | 17 | 68—50  | 61 |
| 9     | Ворскла (Полтава)             | 22 | 14 | 16 | 74—59  | 58 |
| 10    | Шахтёр (Горловка)             | 22 | 13 | 17 | 67—58  | 57 |
| 11    | Кривбасс (Кривой Рог)         | 23 | 10 | 19 | 68—68  | 56 |
| 12    | Спартак (Житомир)             | 22 | 12 | 18 | 72—59  | 56 |
| 13    | Нива (Винница)                | 20 | 13 | 19 | 54—47  | 53 |
| 14    | Авангард (Ровно)              | 19 | 14 | 19 | 50—53  | 52 |
| 15    | Чайка (Севастополь)           | 20 | 9  | 23 | 57—63  | 49 |
| 16    | Торпедо (Луцк)                | 18 | 10 | 24 | 55—63  | 46 |
| 17    | Судостроитель (Николаев)      | 17 | 10 | 25 | 52—65  | 44 |
| 18    | Кристалл (Херсон)             | 16 | 10 | 26 | 54—79  | 42 |
| 19    | Закарпатье (Ужгород)          | 16 | 10 | 26 | 59—73  | 42 |
| 20    | Торпедо (Запорожье)           | 12 | 16 | 24 | 54—81  | 40 |
| 21    | Шахтёр (Павлоград)            | 11 | 18 | 23 | 40—59  | 40 |
| 22    | Маяк (Харьков)                | 15 | 9  | 28 | 47—83  | 39 |
| 23    | Звезда (Кировоград)           | 13 | 13 | 26 | 44—77  | 39 |
| 24    | Десна (Чернигов)              | 11 | 17 | 24 | 48—80  | 39 |
| 25    | Динамо (Ирпень)               | 10 | 19 | 23 | 37—55  | 39 |
| 26    | Новатор (Жданов)              | 16 | 6  | 30 | 57—107 | 38 |
| 27    | СКА (Киев)                    | 11 | 15 | 26 | 41—67  | 37 |

| Состав победителя турнира, команды Таврия (Симферополь) |
| --- |
| В. Будник (48 игр), В. Галустов (47), А. Бондаренко (47), С. Дементьев (46), С. Причиненко (45), Б. Белошапка (43), С. Шевченко (43), И. Леонов (43), А. Гуйганов (43), И. Лялин (42), С. Осиновский (41), Ю. Бондаренко (37), С. Павлов (37), П. Ушаков (34), О. Серебрянский (33), С. Райко (27), А. Дюльдин (26), А. Петров (25), А. Бессмертный (14), С. Глеба (4), Д. Дунаевский (3), О. Галенко (2), В. Галыкин (2), Н. Кондратенко (2), К. Углев (2), Г. Авоян (2), С. Леженцев (2), И. Лемешко (2), В. Храпатый (1), В. Гоцуляк (1) |
| Старший тренер — В. Д. Соловьёв, тренер — В. И. Каневский, начальник команды — А. Н. Заяев |

| Состав серебряного призёра турнира, команды Нива (Тернополь) |
| --- |
| Ю. Панфилов (40), С. Квасников (27), Н. Тимофеев (50/12), Р. Мацюпа (50/7), И. Цисельский (48/1), И. Покидько (47/1), Л. Галюта (35/1), И. Бискуп (13/3), В. Венгринович (52/9), А. Назаренко (48/11), В. Сухенко (47), В. Рудницкий (42/6), В. Опанасенко (18), Р. Стрельба (11), В. Ряшко (9), П. Прядун (48/8), И. Яворский (47/23), И. Козуб (42), М. Мовчан (19/2), М. Куриляк (8), Д. Гордей (5/1) |
| Старший тренер — В. П. Полянский, тренер — Т. А. Греняк, начальник команды — А. Н. Козаренко |

## Матчи[3]
| Дата       | Команда 1           | Счёт | Команда 2           |
| ---------- | ------------------- | ---- | ------------------- |
| 23.03.1987 | Шахтёр (Горловка)   | 1:0  | Ворскла             |
| 23.03.1987 | Нива (Тернополь)    | 1:0  | Спартак             |
| 26.03.1987 | Маяк                | 1:2  | Ворскла             |
| 30.03.1987 | Ворскла             | 1:0  | Прикарпатье         |
| 02.04.1987 | Ворскла             | 2:1  | Закарпатье          |
| 06.04.1987 | Ворскла             | 2:2  | Спартак             |
| 09.04.1987 | Ворскла             | 1:0  | Динамо              |
| 14.04.1987 | Буковина            | 1:0  | Ворскла             |
| 17.04.1987 | Нива (Тернополь)    | 3:0  | Ворскла             |
| 23.04.1987 | Авангард            | 1:1  | Ворскла             |
| 26.04.1987 | Торпедо             | 3:0  | Ворскла             |
| 30.04.1987 | Ворскла             | 1:0  | Подолье             |
| 03.05.1987 | Ворскла             | 0:0  | Нива (Винница)      |
| 11.05.1987 | Шахтёр (Павлоград)  | 3:1  | Ворскла             |
| 16.05.1987 | Ворскла             | 2:2  | Десна               |
| 19.05.1987 | Ворскла             | 2:1  | СКА (Киев)          |
| 24.05.1987 | Океан               | 1:0  | Ворскла             |
| 27.05.1987 | Чайка               | 2:0  | Ворскла             |
| 01.06.1987 | Ворскла             | 1:1  | Кривбасс            |
| 04.06.1987 | Ворскла             | 1:2  | Звезда              |
| 09.06.1987 | Судостроитель       | 1:1  | Ворскла             |
| 12.06.1987 | СКА (Одесса)        | 2:0  | Ворскла             |
| 16.06.1987 | Ворскла             | 2:0  | Торпедо (Запорожье) |
| 19.06.1987 | Ворскла             | 7:0  | Новатор             |
| 23.06.1987 | Нефтяник            | 2:1  | Ворскла             |
| 27.06.1987 | Кристалл            | 0:0  | Ворскла             |
| 01.07.1987 | Таврия              | 4:2  | Ворскла             |
| 06.07.1987 | Торпедо (Запорожье) | 1:1  | Ворскла             |
| 09.07.1987 | Новатор             | 0:1  | Ворскла             |
| 12.07.1987 | Ворскла             | 4:3  | Нефтяник            |
| 18.07.1987 | Ворскла             | 2:0  | Судостроитель       |
| 21.07.1987 | Ворскла             | 1:1  | СКА (Одесса)        |
| 27.07.1987 | Кривбасс            | 1:0  | Ворскла             |
| 30.07.1987 | Звезда              | 1:1  | Ворскла             |
| 03.08.1987 | Ворскла             | 2:1  | Океан               |
| 06.08.1987 | Ворскла             | 4:0  | Чайка               |
| 11.08.1987 | Десна               | 1:1  | Ворскла             |
| 14.08.1987 | СКА (Киев)          | 3:1  | Ворскла             |
| 22.08.1987 | Ворскла             | 2:1  | Шахтёр (Павлоград)  |
| 27.08.1987 | Подолье             | 3:0  | Ворскла             |
| 30.08.1987 | Нива (Винница)      | 2:1  | Ворскла             |
| 07.09.1987 | Ворскла             | 2:0  | Авангард            |
| 10.09.1987 | Ворскла             | 2:0  | Торпедо             |
| 15.09.1987 | Ворскла             | 2:0  | Буковина            |
| 18.09.1987 | Ворскла             | 1:1  | Нива (Тернополь)    |
| 23.09.1987 | Спартак             | 1:2  | Ворскла             |
| 26.09.1987 | Динамо              | 0:0  | Ворскла             |
| 02.10.1987 | Ворскла             | 4:0  | Шахтёр (Горловка)   |
| 05.10.1987 | Ворскла             | 1:0  | Маяк                |
| 11.10.1987 | Прикарпатье         | 1:0  | Ворскла             |
| 14.10.1987 | Закарпатье          | 3:3  | Ворскла             |
| 18.10.1987 | Ворскла             | 3:0  | Кристалл            |
| 20.10.1987 | Ворскла             | 3:1  | Таврия              |

## Лучшие бомбардиры
| Футболист    | Команда                       | Голы |
| ------------ | ----------------------------- | ---- |
| В. Олейник   | Буковина (Черновцы)           | 30   |
| В. Шишков    | Спартак (Житомир)             | 30   |
| И. Яворский  | Нива (Тернополь)              | 23   |
| С. Турянский | Прикарпатье (Ивано-Франковск) | 23   |
| И. Шарий     | Ворскла (Полтава)             | 22   |
| С. Шевченко  | Таврия (Симферополь)          | 21   |
| В. Сахно     | СКА (Одесса)                  | 21   |
| Б. Самардак  | Авангард (Ровно)              | 18   |